# 徳昌王
徳昌王（とくしょうおう、または僅、? - 紀元前560年）は、第25代箕子朝鮮王。王在位期間は、紀元前578年 - 紀元前560年。諡は徳昌王。諱は僅。王位は寿聖王（朔）が継承。